# Юссуф Баджі
Юссуф Баджі (фр. Youssouph Badji; нар. 20 грудня 2001, Зігіншор) — сенегальський футболіст, нападник бельгійського клубу «Шарлеруа».
Грав за молодіжну збірну Сенегалу.

## Клубна кар'єра
Починав грати у футбол на батьківщині у складі команди «Каса Спортс».
3 січня 2020 року приєднався до бельгійського «Брюгге».Протягом року відіграв за команду з Брюгге 13 матчів в національному чемпіонаті.

## Виступи за збірну
2019 року зіграв у 10 офіційних матчах за молодіжну збірну Сенегалу, забивши три голи.
| Дата       | Місто | Господарі | Результат | Гості   | Турнір                            | Голи | Примітки |
| ---------- | ----- | --------- | --------- | ------- | --------------------------------- | ---- | -------- |
| 3-8-2019   | Дакар | Сенегал   | 3 – 0     | Ліберія | Чемпіонат африканських націй 2020 | -    |          |
| 21-9-2019  | Тієс  | Сенегал   | 1 – 0     | Гвінея  | Чемпіонат африканських націй 2020 | -    | 69'      |
| 20-10-2019 | Тієс  | Гвінея    | 1 – 0     | Сенегал | Чемпіонат африканських націй 2020 | -    |          |
| Усього     |       | Матчів    | 3         |         | Голів                             | 0    |          |

## Титули і досягнення
- Чемпіон Бельгії (2):

«Брюгге»: 2019-20, 2020-21
- Володар Суперкубка Бельгії (1):

«Брюгге»: 2021